# دیلونگ (دایناسور)
دیلونگ (نام علمی: Dilong) نام یک گونه از بالاخانواده بیدادگرخزنده‌ریختان است.